# Região Geográfica Imediata de Uberaba

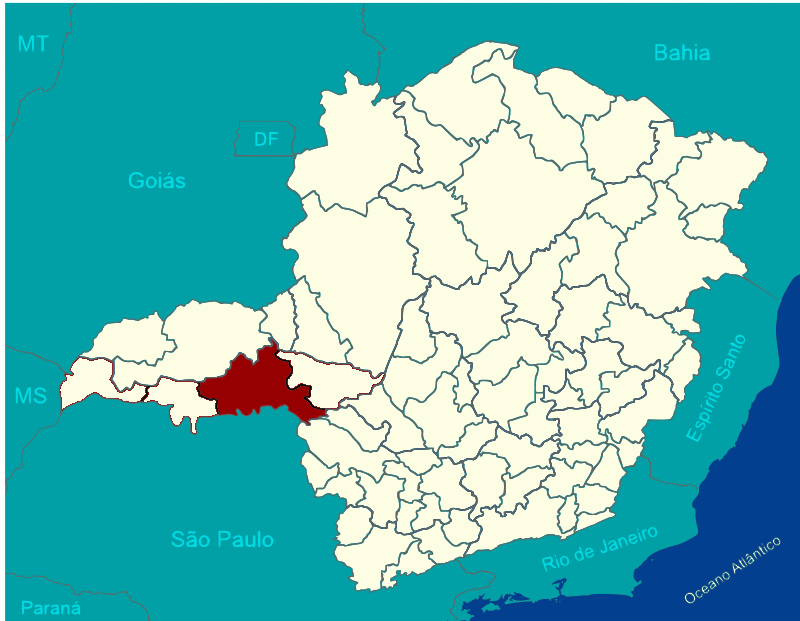
Localização da Região Geográfica Imediata de Uberaba, em Minas Gerais.

A Região Geográfica Imediata de Uberaba é uma das 70 regiões geográficas imediatas do Estado de Minas Gerais, uma das quatro regiões geográficas imediatas que compõem a Região Geográfica Intermediária de Uberaba e uma das 509 regiões geográficas imediatas do Brasil, criadas pelo IBGE em 2017.

## Municípios
É constituída por um conjunto de 10 municípios:
- Água Comprida
- Campo Florido
- Conceição das Alagoas
- Conquista
- Delta
- Nova Ponte
- Sacramento
- Santa Juliana
- Uberaba
- Veríssimo

## Estatísticas
A Região Geográfica Imediata de Uberaba abrange uma área territorial de 14.281,6 km² e apresentava em 2021, uma população estimada de 458.608 habitantes.